# 184-й важкий бомбардувальний авіаційний полк (Україна)
184 гвардійський Полтавсько-Берлінський ордена Леніна Червонопрапорний важкий бомбардувальний авіаційний полк (184 ВБАП, в/ч А2442, пп 26385) — військове формування ВПС СРСР та України.
Дата заснування — 15 липня 1938 року. З 1946 року постійно базувався на військовому аеродромі біля міста Прилуки що на Чернігівщині. Був елітним, одним з найдосвідченіших та найбоєздатніших авіаційних полків у Дальній авіації Радянського Союзу, саме цей полк був основною базою найновіших стратегічних авіаційних комплексів СРСР — Ту-160. Після успішного освоєння літака Ту-160, полк планувалося зробити основною базою для впровадження та остаточного стройового відпрацювання всіх наступних типів літаків Дальньої авіації СРСР. Розформований у листопаді 2000 року.

## Історія
Бойовий шлях авіаполк розпочав у Курську 15 липня 1938 року як 51-й швидкісний бомбардувальний авіаполк у складі 6 ескадрилей. На честь формування полку наркомом оборони встановлена дата святкування — 22 липня. З тієї пори полк 9 разів переозброювався на нові типи літаків — від тогочасних літаків типу СБ, ДБ-3, ЕР-2, ДБ-3Ф, з 1946 року Іл-4, Ту-4, з 1955 року — Ту-16, з 1984 року — Ту-22М3, з 23 квітня 1987 року — Ту-160.
Після формування частина увійшла до складу 30 авіабригади ІІ армії особливого призначення, а вже 7 листопада 1938 року найкращі полку брали участь у повітряному параді над Москвою, за що отримали від наркома відмінну оцінку.

Швидкісний бомбардувальник СБ-2М (АНТ-140)

11 березня 1939 року 12 екіпажів підняли по тривозі і направили в місто Архангельськ для участі у радянському нападі на Фінляндію. Перше бойове хрещення полку відбулося наприкінці 1939 року, авіатори на літаках СБ брали участь у прориві лінії Маннергейма.
Навесні 1940 (за іншими даними 1939) року полк став називатись не швидкісний, а дальньобомбардувальний: на заміну СБ на озброєння почали поступати бомбардувальники ДБ-3. До серпня 1940 року полк знаходився в районі постійного базування на аеродромі під Курськом.

### Німецько-радянська війна
На початок німецько-радянської війни в частині нараховувалось 62 екіпажі, з яких 21 міг вести бойову роботу вночі, і 58 літаків. 26 червня 1941 року був здійснений перший бойовий виліт у складі 36 літаків на бомбардування танкових колон супротивника. Без ефективного прикриття винищувачів полк зазнав величезних втрат — на базу повернулися лише 8 екіпажів. (За іншими даними, вже в перший день війни 22 червня 1941 року першим бойовим вильотом полку стало бомбардування військових об'єктів Любліна.) За перші 10 днів війни 51-й авіаполк виконав 138 бойових вильотів, у яких втратив 40 літаків і 128 авіаторів.
Восени 1941 року 51 дбап брав участь в боях на Московському напрямку. Екіпажі вилітали на бомбування ешелонів з військами супротивника на ділянках Вязьма-Смоленськ і Смоленськ-Вітебськ.
6 березня 1942 року у зв'язку з організацією Авіації дальньої дії полк укомплектували за штатом воєнного часу новими Іл-4. А 25 березня 1942 року наказом НКО № 0056 номер з 51-го змінений на 749-й авіаційний полк дальньої дії. На озброєнні мав літаки ДБ-3Ф (Іл-4). Увійшов до складу 24-ї авіаційної дивізії дальньої дії.
Під час оборони Москви полк здійснив 400 бойових вильотів, скинуто 300 тонн бомб, 164 авіатори удостоєні медалі «За оборону Москви». У ті дні полк базувався на аеродромах міст Сєща, Судимир, Єлець.
Влітку 1942 року полк брав участь у рейді на столицю Німеччини, на військово-промислові об'єкти Берліна, Кенігсберга, Данцига і Штеттіна.
26 березня 1943 за участь у Сталінградській битві полку присвоїли звання «Гвардійський». Наказом НКО СРСР № 137 від 26 березня 1943 року 749-й бомбардувальний авіаційний полк дальньої дії перетворений на 9-й гвардійський апдд. (За іншими даними найменування 9 гвардійський авіаційний полк отримав Директивою Генерального штабу № Орг/10/315706 від 26 грудня 1944 року.) З квітня 1943 полк бомбував глибокий тил ворога, зокрема — Кенігсберг.
13 травня 1943 року директивою начальника штабу авіації дальньої дії № 701835 зі складу полку був розгорнутий ще один полк — 21 гвардійський авіаційний полк дальньої дії.
15 серпня 1943 з аеродрому Платоновка полк перебазувався в Україну, в місто Чугуїв. Наказом № 0137 за дієву участь у звільненні Полтави полку присвоєне почесне найменування «Полтавський».
Полк брав участь у битвах за Кавказ, Кубань, на Курській дузі, за звільнення України. Звільняючи Україну авіатори полку здійснили 250 вильотів, скинули 236 тонн бомб.
Навесні 1944 року 9 гвардійський авіаполк бомбував плавзасоби і військові об'єкти супротивника у Севастополі, Галаці, Констанці. 24 травня 1944 року полк нагороджений орденом Червоного прапора.
У квітні 1945 року полк перебазувався на аеродром Лабуне під польським містом Замосць, звідки взяв участь в берлінській операції, зокрема — у генеральному наступі при форсуванні ріки Одер де завдали перші бомбові удари по Берліну, за що полку наказом ВГК № 0111 від 11 червня 1945 року присвоєне почесне найменування «Берлінський».
28 квітня 1945 року відбувся останній бойовий виліт — бомбили порт Свінемюнде.
За всю війну екіпажі полку виконали 8540 бойових вильотів, скинули 8883950 кг бомб, налітали 32484 години, полк 37 разів змінював місце своєї дислокації. З завдань не повернулося 360 осіб, фактично — триразовий склад частини. 19 авіаторів нагороджені орденом Леніна, 152 воїнам вручено орден Червоного Прапора. Звання Героя Радянського Союзу безпосередньо в період служби в полку отримали 13 льотчиків і штурманів: О. К. Алгазін, В. О. Каширкін, Ф. Ф. Кошель, О. К. Кувшинов, І. Т. Литвин, В. О. Маслов, В. Т. Мітрошин, О. І. Рєпін, М. Ф. Тєсаков, М. І. Фомін, Б. П. Чістов, О. Г. Южилін, П. А. Юрченко.

### Післявоєнний час
15 грудня 1945 року директивою Генерального штабу полк був перейменований в 184 гвардійський Полтавсько-Берлінський Червонопрапорний бомбардувальний авіаційний полк.
У квітні 1946 командиру полку М. А. Косихіну запропонували вибрати місце постійної дислокації своєї частини. Він зупинив свій вибір на Прилуках. У травні полк перелетів з Польщі до Прилук. Льотний склад поселили у 5 кілометрах на території колишньої військової частини. Там же розташувався і штаб полку.
Іл-4 перебували на озброєнні до кінця 1948 року. А на початку 1949 року у Прилуки передали B-25 Mitchell, які були навчальними для льотчиків і штурманів, які перенавчались на Ту-4, перші з яких прибули у Прилуки на початку 1950 року. З новою технікою полк став важкобомбардувальним. Ту-4 вже був носієм ядерних бомб, але перебував на озброєнні частини всього 5 років. У 1955 році полк пройшов переозброєння на реактивні Ту-16, ці літаки були на озброєнні полку найдовше — 33 роки.
Після цього були Ту-22М3, Ту-160, Ту-134УБЛ.

### Ту-16

Площа та літак Ту-16П бортовий № 21 біля музею полку.

У 1955 році на озброєння полку стали надходити Ту-16 — перші радянські дальні реактивні бомбардувальники зі стріловидним крилом.

Під час подій Карибської кризи у жовтні 1962 року, полк був переведений на казармове положення. Це був єдиний випадок в історії дальньої авіації, коли зі сховищ було піднято ядерні заряди. Згадує Анатолій Васильович Кашкін, в ті часи сержант, командир вогневих установок літака Ту-16 (основний екіпаж літака з бортовим № 12):
«Положение было очень непростое. Мы ночевали прямо на аэродроме, на чехлах под крыльями своих, заряженных на всю катушку, самолётов — ждали зелёной ракеты с КДП. Все были на нервах, хотя друг другу виду и не подавали, даже подшучивали между собой: „Смотри-смотри, вон выходит,.. сейчас будет зелёная!“ Но мы же все прекрасно понимали — если полетим по своим целям, так это будет полёт только туда,.. в одну сторону. А что может быть тогда здесь — вот что больше всего в голове крутилось! Даже подумать было страшно… Хорошо что тогда мы никуда не полетели!»
З квітня 1963 року полк приступив до переозброєння на ракетоносці Ту-16КСР і до відпрацювання бойового застосування ракет КСР-2 та КСР-11.
У 1965 році полк став ракетоносним. Перший практичний пуск у 1965 році виконав екіпаж гвардії підполковника Лисакова, штурман Херсонський. На озброєнні Ту-16 пробули до 1988 року.

У 1967 році під час Шестиденної війни літаки 184 Гв. ВБАП були підготовлені до бойового застосування по території Ізраїлю, проте активної участі не брали. Генерал-полковник у відставці Василь Васильович Решетніков так сказав про ті події:
«Летом 67-го я командовал корпусом дальних бомбардировщиков на Украине. Из Генштаба поступил приказ, чтобы три эскадрильи Ту-16 (около 30 машин) мы перекрасили в цвета египетских ВВС. На секретных рабочих картах по приказу из ГШ были нанесены „объекты на поле боя“ — территория была израильской. Ни о какой Димоне как ядерном центре я не знал. Я тогда и слова такого не слышал. Для меня главным было — назначенные самолетам цели. Хорошо помню, что особое наше внимание командование обратило на объекты, прикрытые „ХОКами“ — американскими системами ПВО. Первые два Ту-16 были вооружены 20 ФАБами каждый. ФАБ — это фугасная авиационная бомба. Бомбы были разные — по 200 и по 500 кг. Никакого ядерного оружия у нас не было. Пара снаряженных и перекрашенных Ту-16 с аэродрома базирования (Прилуки) перелетела на Северный Кавказ для изготовки. И поближе к заданному району. И что тут началось! Все западные радиостанции завопили: „Советский Союз готовится бомбить Израиль!“ Мы поняли, что иностранная разведка нашу готовящуюся операцию разоблачила. Американская и израильская разведки в Союзе зря хлеб не ели… А вскоре поступил приказ вернуть бомбардировщики домой. Что и было сделано. На том наше участие в шестидневной войне и закончилось».
У 1973 році на аеродромі полку для керівництва дальньої авіації парою новітніх Ту-22М2 був здійснений показ-імітація удару по аеродрому із надмалих висот — 50-60 м. Завдання було успішно виконане.
На початку 80-х років навпроти гарнізонного Будинку офіцерів був побудований музей полку, основою експозиції якого стали матеріали зі стендів про героїчний шлях полку, які до створення музею розміщувались у холі гарнізонного Будинку офіцерів. Перед головною стіною музею у 1988 році до 50-ліття полку були встановлені бронзові погруддя всіх 13 Героїв Радянського Союзу, а поряд на вічній стоянці встановлений літак Ту-16П.
Планувалося переозброєння полку на найновіші на той час бомбардувальники Ту-160, і тому для напрацювання досвіду польотів на важких бомбардувальниках зі змінною геометрією крила вже з червня 1984 року на заміну Ту-16 полк став отримувати на озброєння літаки Ту-22М3. До 1986 року полк був повністю ними укомплектований.

### Ту-160
До переозброєння на Ту-160 полк, особливо його інженерна складова, став готуватись за два роки до їх прибуття на аеродром.
Перші серійні машини поступили в полк 25 квітня 1987 року Через три тижні, у травні, серійні польоти вже йшли повним ходом. А вже 1 серпня 1987 року відбувся перший виліт Ту-160 на імітацію бойового застосування.

Бичков С. Я., в ті роки — командир ексадрильї Ту-160:
«Самолёты поступали прямо с завода и имели многочисленные отказы. Машины были штучные, „золотые“. За три часа до полётов на полосу выходила аеродромная рота и собирала мелкие предметы (камешки, шепки и пр.), затем выезжали две пылесосные машины. Перед полётом тягач выкатывал Ту-160 на ВПП. Производился запуск и прогрев двигателей, полёт по кругу, посадка, выключение двигателей. К самолёту подъезжал техсостав, который производил осмотр двигателей в течение 40-50 минут. Опять запуск и т. д».
Передача в стройову частину не доведеного до остаточного відпрацювання літака диктувалася несприятливими у військовому аспекті обставинами, а саме темпами взяття на озброєння американського бомбардувальника B-1, тому на аеродромі у Прилуках одночасно виконувалось три завдання — заводське, державне та військове випробування.

Ось що розповідав Олександр Медведєв, у 1987—1988 роках командир загону ракетоносіїв Ту-160:
«…перед нами была поставлена задача в сжатые сроки освоить ракетоносец. Причем в ходе опытной эксплуатации — ее должны были провести заводские летчики, а пришлось нам, потому в первых полетах случалось до 100 отказов в различных системах ракетоносца».
Так наприклад, низька надійність механізму прибирання-випуску шасі змусила кілька місяців у 1988 році літати без його прибирання, але вже з наступної серії кінематику змінили, прибравши «зайвий» підкіс, а всі попередні літаки допрацювали. Нарешті були почуті вимоги льотчиків, які раніше змирилися з обмеженим оглядом з кабіни Ту-22 (прозваного «Сліпим Джеком») і проводили довгі години в «щільній упаковці» Ту-22М. Ту-160 став чи не першим радянським бойовим літаком, при створенні якого приділялася належна увага ергономіці. Були й інші проблеми та дефекти, які, проте, серйозних наслідків за собою, як правило, не вели (дослідна експлуатація нової машини якраз і була спрямована на їх «вилов»). Самим неприємним стало несподіване блокування гальм на зльоті, одного разу начисто «роззувши» літак. Після 650 метрів розбігу по бетонній ЗПС на швидкості 150 кілометрів на годину у стратегічного ракетоносця Ту-160 розірвалися усі дванадцять коліс.
Початок 1988 року полк зустрів із 10 ракетоносіями Ту-160.
Льотний склад полку укомплектовувався найкращими льотчиками і штурманами з класною кваліфікацією не нижче першого класу, зібраними з усього Союзу. Складність комплексу тягла за собою і складність його вивчення (за відгуками штурманів, Ту-160 був найскладнішим з літаків у вивченні, зате літати на цьому комплексі було одне задоволення). При здаванні заліків на допуск до польотів штурмани-керівники влаштовували перехресне опитування майбутньому штурману Ту-160. Якщо була необхідність, то деякі питання пояснювалися тут же. Точно так само і на розборі польотів кожен член екіпажу доповідав самостійно свої власні помилки і розповідав про роботу комплексу. «Сире» обладнання літака вимагало такого підходу, тому що іноді його поведінка була просто непередбачуваною.
Полк на час перенавчання зберігав у своєму складі Ту-22М3 і постановники перешкод Ту-16П. Перша ескадрилья мала на озброєнні Ту-160, друга — Ту-22М3, а третя — Ту-16П. Останні польоти 3-ї ескадрильї, яка літала на Ту-16П, відбулися у грудні 1988 року, і на початку 1989 року вона була розформована. У міру надходження Ту-160 старі літаки передавали в інші полки, а частину Ту-16 демонтували і знищували на місці (щоб загальна кількість бойових літаків залишалася у рамках Договору про скорочення звичайних озброєнь). Для контролю за самими Ту-160, що проходили за іншою «статтею» (їх число обумовлювалося Договором про стратегічні наступальні озброєння) в Прилуки мали прибути американські інспектори, для яких поряд із стоянками і ВПП збудували котедж. Останній Ту-22М3 залишив Прилуки в березні 1991 р.
В перший час підготовка літака до бойового вильоту за сигналом тривоги займала до трьох діб; в подальшому, цей час було приведено в нормальні межі. У Прилуках постійно перебувало до 300 представників промисловості, всі недоліки оперативно усувалися на стройових машинах і в серії. Уже 1 серпня 1987 року екіпаж генерала Л. В. Козлова і командира 184-го Гв. ВБАП В. Гребенникова здійснили перший політ на імітацію бойового застосування. Пуск ракети типу Х-55 пройшов на «відмінно». В ході державних випробувань, що завершилися в середині 1989 року, з Ту-160 було виконано чотири пуски крилатих ракет Х-55. Була досягнута максимальна швидкість горизонтального польоту 2230 км/год, однак у ході експлуатації швидкість була обмежена величиною 2000 км/год, що було обумовлено вимогами збереження ресурсу.
Стрільба ракетами Х-55 велася інтенсивніше, ніж відпрацьованими ракетами Х-22Н з Ту-22М3. Така кількість пусків, за словами начальника розвідки полку майора І. М. Анісіна, була зумовлена ще й тим, що ракети теж проходили військове відпрацювання.
На кінець 1988 року в полку було підготовлено 8 командирів екіпажів, які могли виконувати бойові завдання вдень і вночі в будь-яких метеоумовах. Льотчики відмітили порівняну (по відношенню до Ту-16, Ту-22 та Ту-95) простоту виконання пуску ракет на літаку Ту-160.
За самовіддану працю по освоєнню нової техніки і доведення до бойового стану стратегічного комплексу Ту-160 указом Президії Верховної Ради СРСР від 22 червня 1988 року полк нагороджений орденом Леніна. Враховуючи величезний досвід, накопичений особовим складом у ході доведення до бойового стану стратегічного комплексу Ту-160 та відповідних нових типів озброєння, полк у Прилуках планувалося і надалі використовувати як базу для освоєння і остаточного відпрацювання всіх подальших типів літаків, які розроблялися для дальньої авіації.
У міру освоєння Ту-160 розширювалася і тематика польотних завдань. Нальот на одну машину в рік становив понад 100 годин. Дальні польоти проходили по 6-, 10- і 12-годинним маршрутам — від Прилук до озера Байкал і назад, або на північ, де літаки долітали до острова Греем-Белл в Баренцевому морі. Перша зустріч у повітрі з західними літаками сталася у травні 1991 року над Норвезьким морем. Винищувачі F-16A ВПС Норвегії на широті міста Тромсе зустріли і деякий час супроводжували пару Ту-160.
До кінця 1991 року полк налічував 19 машин в двох ескадрильях. Третя ескадрилья отримала з початку того ж року Ту-134УБЛ (навчально-бойовий для льотчиків). Вони використовувалися для введення в дію екіпажів і підтримки льотних навичок, дозволяючи зберігати ресурс бойових машин (використання Ту-134УБЛ обходилося майже вчетверо дешевше).

## У складі Військово-Повітряних Сил України
Після розпаду Радянського Союзу Україна займала третє місце у світі за кількістю літальних апаратів. В Прилуках залишилось 19 стратегічних бомбардувальників Ту-160 (11 — зі старим навігаційним комплексом і 8 — з модернізованим). На той час у Росії було тільки 6 таких машин. Завдяки розподілу майна СРСР по наступальному потенціалу Україна ввійшла до когорти наймогутніших країн світу. Адже у повному спорядженні Ту-160 піднімає в небо 12 ядерних ракет — одного такого залпу досить «під зав'язку» будь-якій європейській державі середніх розмірів. Льотчиків, здатних підняти в небо Ту-160, менше, ніж космонавтів.

Ту-160 бортовий № 17 на аеродромі у Прилуках

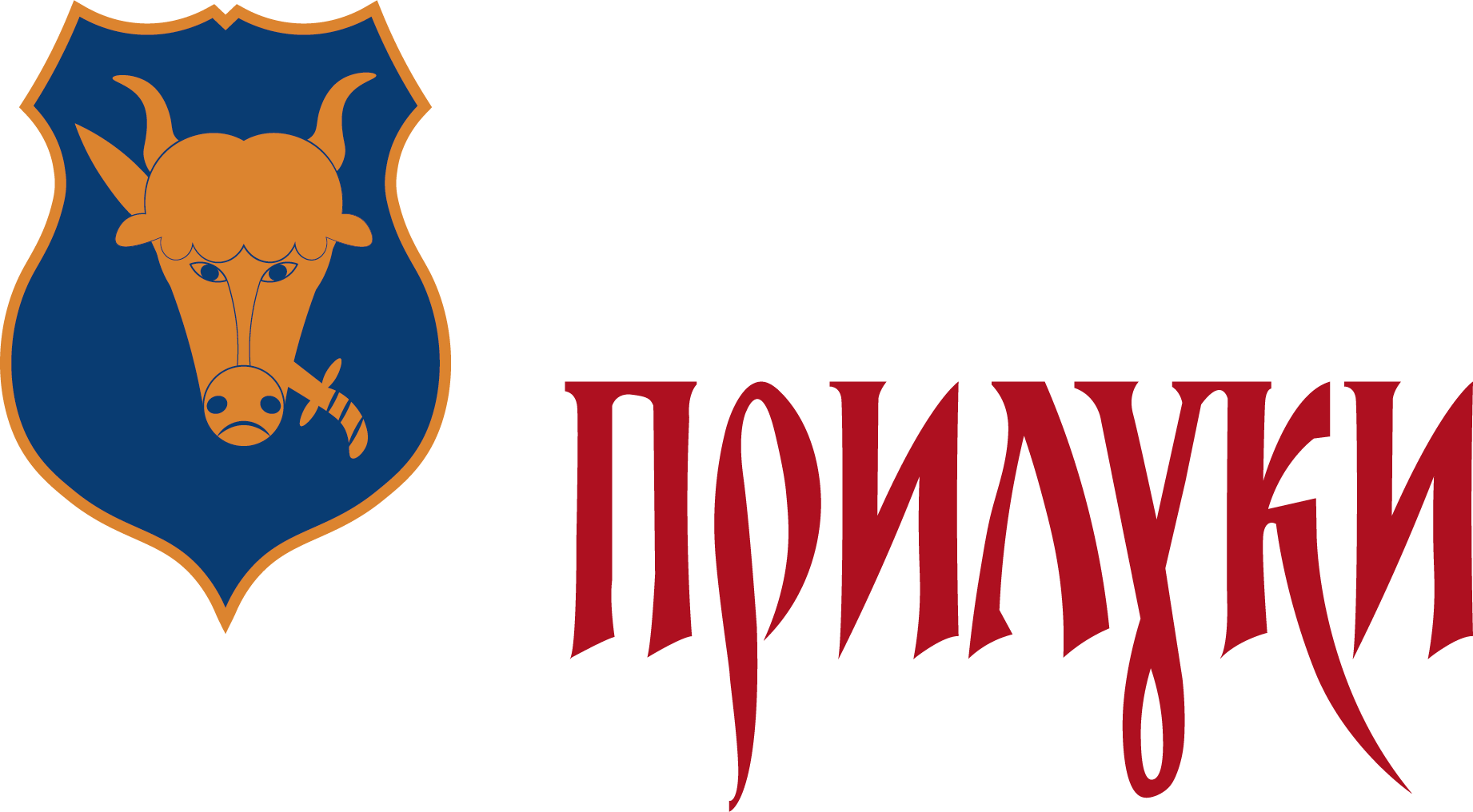
Емблема на Ту-160 бортовий № 17 червоний зі складу 184 ВБАП

24 серпня 1991 року Верховна Рада України перевела всі військові формування на території України під свій контроль. На початку 1992 року перший міністр оборони України генерал-полковник Морозов Костянтин Петрович своїм наказом створив Військово-Повітряні Сили України, а дивізії дальньої авіації своїм наказом поєднав в авіаційну групу дальньої авіації — АГДА, якою командував генерал-майор Башкіров Михайло Михайлович, перший і єдиний командувач дальньої авіації України. У новостворену групу стратегічної авіації України входило 45 військових частин по всій країні, приблизно 360 важких бортів ракетоносіїв та їхніх повітряних заправників були розташовані на величезній матеріальній базі трьох авіадивізій.
Навесні 1992 року військові частини України почали приводитися до присяги на вірність державі. 8 травня 1992 року до неї був приведений 184-й авіаційний полк (близько 25 % льотного і 60 % технічного персоналу). Першим присягнув командир полку Валерій Горголь. Військовослужбовці льотного та технічного складу, які відмовились від прийняття української присяги, були переведені для подальшого проходження служби на авіабазу Енгельс у Саратовській області Росії.
Українські Ту-160 через постійну нестачу пального літали не більше 5 раз на рік, іноді один літак піднімався у повітря для демонстрації могутності України на парадах. Утримання цих літаків на консервації коштувало українському бюджету 200 тис. доларів на рік на одну машину.[джерело?]

Стартує Ту-160 українських ВПС

У травні 1992 року Україна стала повноправним учасником Лісабонського Протоколу. Згідно з положеннями Договору СНО-2 всі українські Ту-160 повинні бути знищені до кінця 2001 року. У листопаді 1993 року на основі положень Договору Постановою українського уряду була затверджена програма поетапного скорочення та ліквідації ядерної зброї наземного та повітряного базування.
У 1993 році у зв'язку із реформуванням Збройних сил України полк знову отримав на озброєння літаки Ту-22М3. Таким чином у Прилуках на озброєнні 184 Гв. ВБАП в цей час було 19 стратегічних комплексів Ту-160 та 20 дальніх надзвукових бомбардувальників-ракетоносців Ту-22М3.
Просто утримання (без проведення польотів) літака Ту-160 нам обходилось (у цінах 1995 року) у 418 000 доларів на рік.
Льотчики останній раз піднімалися в повітря у жовтні 1994 року. Немає пального. Пуски ракет не проводились з 1991 року.
15 лютого 1995 року командувач ВПС України Антонець заявив у своєму виступі перед журналістами у Прилуках, що критичний стан у економіці України робить неможливим підтримку у належному стані своїх Ту-160, тому Україна зацікавлена у продажу літаків Росії.
У 1995 починаються переговори про передачу угруповання Ту-160 Росії. Проте пропозиція Росії про продаж 10 повністю справних Ту-160 за ціною $25 млн за один літак здалася українській стороні сміховинною. Українська сторона пропонувала за рахунок літаків списати борги по енергоносіях або обміняти їх на Іл-76 з розрахунку 1:2. Проте на це не погодилась Росія.

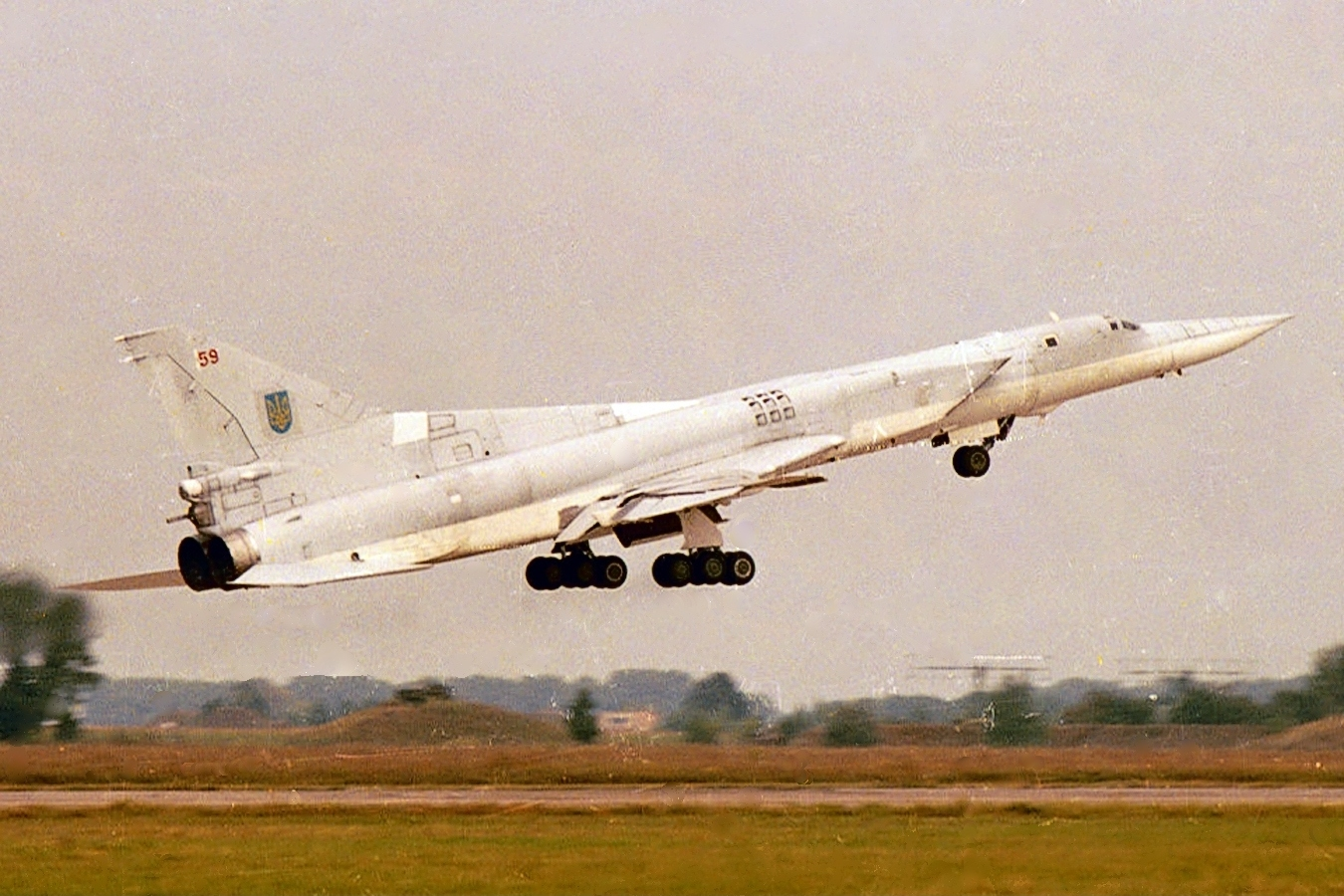
Ту-22М3 (б/н 59) ВПС України, авіабаза Прилуки, 1996 рік.

У 1997 почалося "зворотнє" переозброєння на бомбардувальники Ту-22М3 (машини цього типу уже експлуатувалися в 184-му авіаполку з 1984 по 1990 р.)
24 серпня 1997 Ту-160 з командиром екіпажу підполковником М.М.Бабич та 3 Ту-22М3 зі складу полку і екіпажами 185 ВБАПбрали участь у авіаційному параді на честь Дня Незажності під Києвом на аеродромі Чайка.
16 листопада 1998 року Україна приступила до знищення стратегічних бомбардувальників на кошти, виділені США за програмою Нанна-Лугара. У присутності американських сенаторів Ричарда Лугара і Карла Левіна урочисто препарували перший український Ту-160 з бортовим номером «24», який був випущений в 1989 році і мав 466 годин нальоту. Другим був знищений літак з бортовим номером «14», який брав участь в ювілейних заходах, що проходили у Полтаві наприкінці вересня 1994, присвячених 50-річчю американських «човникових» польотів в період другої світової війни. Розбирання кожного літака обійшлося в $ 1 млн.

Знищення Ту-160 на авіабазі у Прилуках

Повністю український авіапарк літаків Ту-160 передбачалося ліквідувати до 2001 року.
5 грудня 1998 року Міністерство оборони України та Міністерство оборони США підписали угоду про ліквідацію 44 важких бомбардувальників і 1068 крилатих ракет Х-55 повітряного базування. За додатковою угодою 16 літаків Ту-160 планувалось утилізувати, а 3 після допрацювання використовувати як перший ступінь для запуску космічних ракет.
У квітні-травні 1999 року обговорювалося питання про обмін восьми літаків Ту-160 і трьох бомбардувальників Ту-95МС ВПС України на літаки Ан-22 і Ан-124 ВТА Росії.
2 лютого 2000 року на прилуцькому аеродромі масивні стальні ножиці відсікли «голову» останньому, десятому супербомбардувальнику, що підлягав під програму знищення. Крім того, представники США, України, всеукраїнських, обласних та місцевих ЗМІ стали свідками процесу ліквідації літака Ту-22.
Згодом з Росією все ж таки вдалося домовились і Ту-160 почали переганяти на авіабазу Енгельс. 

Прощання із прапором полку

Останні два Ту-160 злетіли курсом на Енгельс у понеділок 21 лютого 2000 року. Вони на невеликій висоті пройшли над містом, похитавши крилами на прощання. 
30 березня 2000 року Ту-160 з бортовим номером 26 здійснив останній переліт у небі України з Прилук до аеродрому у місті Полтава, де він став частиною експозиції музею важкої бомбардувальної авіації. При перегоні цього літака не прибирали шасі тому, що існувала деяка імовірність нештатної роботи механізму прибирання шасі. Це останній з Ту-160, які злітали у Прилуках і єдиний, який залишився на території України. Згодом бомбардувальник був приведений в небоєздатний стан. 
До квітня 2000 року всі літаки, про які була домовленість, були перегнані на авіабазу біля міста Енгельс (Росія).
22 липня 2000 року полк відсвяткував 62-гу і останню річницю. А вже 11 серпня 2000 року відбулася церемонія прощання з прапором полку на площі військового містечка гарнізону. Прапор полку переданий на зберігання до архіву Міністерства оборони України. 184 ВБАП був остаточно розформований у грудні 2001 року, а його літаки Ту-22М3 були переведені у Полтаву. 

## Аварійні інциденти
У травні 1993 року командиру полку Горголю довелося садити літак з неповністю випущеною стійкою шасі.

## Сьогодення

### Святкування 25-річчя з початку експлуатації Ту-160

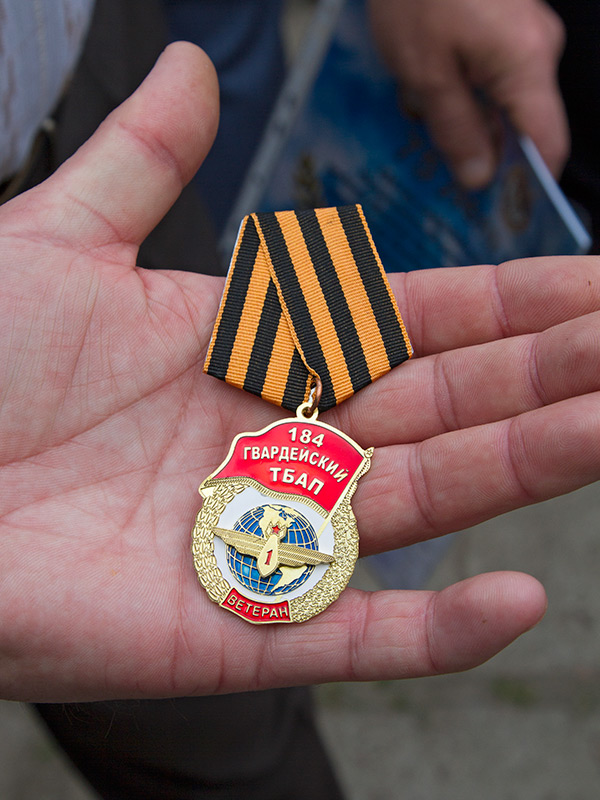
Медаль «184 гвардейський ТБАП. Ветеран»

29 квітня 2012 року у колишньому військовому містечку № 12 що у місті Прилуки пройшло святкування 25-річчя з початку експлуатації на аеродромі «Прилуки» авіаційного комплексу Ту-160. На святкуванні були присутні не тільки люди, які безпосередньо «вчили літати і стріляти» новітній на той час Ту-160, але й ветерани полку, які в усі часи служили тут, просто небайдужі до історії славетного 184 Гвардійського Полтавсько-Берлінського ордена Леніна Червонопрапорного важкого бомбардувального авіаційного полку дальньої авіації.

### Святкування 75-річчя полку
27 липня 2013 року о 10.00 на площі Авіаторів у колишньому військовому містечку № 12 що у місті Прилуки почалися урочисті заходи на честь 75-ї річниці з дня заснування полку. З цього приводу з архіву була доставлена копія прапора 184 гв. ВБАП, урочисте шикування особового складу приймав гвардії полковник Осипов Сергій Олександрович. Серед тих, хто вітав ветеранів, був заступник командувача Дальньою авіацією Росії генерал-майор Анатолій Коновалов, який пообіцяв продовжувати традиції авіаторів у російському 184 ВБАП, що базується на авіабазі Енгельс, і також від імені російського 184 ВБАП висловив упевненість: 
«Я надеюсь, не за горами тот час, когда и мы тоже станем гвардейцами!»
На честь 75-ї річниці з дня заснування полку були виготовлені ювілейні медалі «184 гвардійський ВБАП. Ветеран», які вручались авіаторам полку. Також спеціально до свята був створений документальний фільм «Жити, щоб пам'ятати», у якому детально розповідається історія уславленої частини.

### Святкування 80-річчя полку

Стрій ветеранів на святкуванні 80-річчя полку

21 липня 2018 року у колишньому в/м №12 відбулось святкування 80-річчя 184 гвардійського Полтавсько-Берлінського важкобомбардувального авіаційного полку.  І хоча вже 18 років, як самого полку не існує, на святкування на площі Авіаторів біля установленого на вічному злеті Ту-16П зібралось багато ветеранів полку і простих прилучан, які навіть не знають, який то був полк.
Стрій ветеранів полку привітали останні командири полку – командир полку полковник Сергій Осипов, начальник штабу полковник Валерій Веренкіотов, та колишній командир полку генерал-майор Василь Жук. Також до присутніх із палкою промовою звернувся відомий український актор Володимир Талашко.
Головною думкою всіх, хто звертався до ветеранів полку, було те, що полк був розформований бездумно, як то кажуть «на хвилі» стрімких змін, які проходили тоді в Україні, і ці зміни не завжди були найкращими. А присутня на святкуванні мер міста висловила надію, що, можливо, не за горами той час, коли прилуцька авіабаза знову запрацює за призначенням.
Після святкового шикування на площі всі, хто побажав, переглянули документальний фільм «Нам є що згадати» про славетну історію полку і людей, до нього причетних.

## Цікаві факти
- Першим з стройових льотчиків підняв Ту-160 заступник командувача Дальньої авіації з бойової підготовки генерал-майор авіації Лев Козлов. Далі пішло перенавчання більшості управлінців штабу Дальньої авіації. Все частіше високопоставлені особи, що приїздили у відрядження, підміняли собою в польотах бойових льотчиків. І тільки після того як командир полку В. Горголь перед черговою льотною зміною, в якій планувалося провести 34 польоти літаків Ту-160, доповів командуванню, що скасовує польоти, оскільки просування льотного складу за курсом бойової підготовки за дану зміну складе 0 %, надійшло розпорядження обмежити подібні вильоти.[30]
- Росіяни очікували передачі прапора полку, тому на авіабазі у Енгельсі був сформований новий полк, якому присвоїли назву, яка повторює назву 184 ВБАП. Але він насправді є абсолютно новим військовим формуванням і не є наступником 184 Гв. ВБАП, бо ані прапор, ані регалії гвардійського полку до Росії не передавалися.[31] До того ж у російського 184 ВБАП на озброєнні стоять Ту-95МС, які в Прилуках, у гвардійському 184 ВБАП, на озброєнні ніколи не були.